# Karbasan
Karbasan ist eine Gemeinde im Landkreis Karahallı der Provinz Uşak in der Türkei. Karbasan ist eine südlich von Uşak gelegene Gemeinde. Früher nannte man den Ort Gariphasan. Durch das schnelle Aussprechen wurde aus Gariphasan Karbasan.